# Dibothriocephalus
Genre
Dibothriocephalus est un genre de vers plats parasites de la famille des Diphyllobothriidae. Qualifiés improprement de ténias, ces vers peuvent parasiter le tube digestif des humains, causant la dibothriocéphalose.

## Systématique
Le nom valide complet avec auteur de ce taxon est Dibothriocephalus Lühe (d), 1899.

### Liste des espèces
Selon la base de données World Register of Marine Species (21 février 2024), le genre Dibothriocephalus contient les treize espèces suivantes :
- Dibothriocephalus alaskensis (Rausch & Williamson, 1958) Waeschenbach, Brabec, Scholz, Littlewood & Kuchta, 2017
- Dibothriocephalus attenuatus Guiart, 1935
- Dibothriocephalus coatsi Rennie & Reid, 1912
- Dibothriocephalus cristatus (Davaine, 1873) Lühe, 1899
- Dibothriocephalus dalliae (Rausch, 1956) Waeschenbach, Brabec, Scholz, Littlewood & Kuchta, 2017
- Dibothriocephalus dendriticus (Nitzsch, 1824) Lühe, 1899, ou en français, le Ténia du saumon
- Dibothriocephalus ditremus (Creplin, 1825) Lühe, 1899
- Dibothriocephalus felis (Creplin, 1825) Lühe, 1899
- Dibothriocephalus fuscus (Krabbe, 1865) Lühe, 1899
- Dibothriocephalus latus (Linnaeus, 1758) Lühe, 1899 - Ténia du poisson en français
- Dibothriocephalus maculatus (Leuckart, 1848) Lühe, 1899
- Dibothriocephalus nihonkaiensis (Yamane, Kamo, Bylund & Wikgren, 1986) Waeschenbach, Brabec, Scholz, Littlewood & Kuchta, 2017
- Dibothriocephalus ursi (Rausch, 1954) Waeschenbach, Brabec, Scholz, Littlewood & Kuchta, 2017

### Synonymes, reclassements
D'après World Register of Marine Species (21 février 2024), les espèces suivantes sont des synonymes. Les reclassements sont faits au sein de la famille des Diphyllobothriidae.
- Dibothriocephalus antarcticus (Baird, 1853) est synonyme de Glandicephalus antarcticus (Baird, 1853) Fuhrmann, 1921
- Dibothriocephalus archeri Leiper & Atkinson, 1914 est synonyme de Diphyllobothrium lashleyi (Leiper & Atkinson, 1914) Meggitt, 1924
- Dibothriocephalus atlanticum Delyamure & Parukhin, 1968 est synonyme de Adenocephalus pacificus Nybelin, 1931
- Dibothriocephalus cordatus (Leuckart, 1863) Lühe, 1899 est renommée Diphyllobothrium cordatum (Leuckart, 1863) Gedoelst, 1911
- Dibothriocephalus hians (Diesing, 1850) Lühe, 1899 est renommée Diphyllobothrium hians (Diesing, 1850)
- Dibothriocephalus lanceolatus (Krabbe, 1865) Zschokke, 1903 est renommée Diphyllobothrium lanceolatum (Krabbe, 1865) Cooper, 1921
- Dibothriocephalus lashleyi Leiper & Atkinson, 1914 est renommée Diphyllobothrium lashleyi (Leiper & Atkinson, 1914) Meggitt, 1924
- Dibothriocephalus mobilis Rennie & Reid, 1912 est synonyme de Diphyllobothrium mobile (Rennie & Reid, 1912) Meggitt, 1924
- Dibothriocephalus perfoliatus Railliet & Henry, 1912 est synonyme de Glandicephalus perfoliatus (Railliet & Henry, 1912) Markowski, 1952
- Dibothriocephalus pygoscelis Rennie & Reid, 1912 est synonyme de Diphyllobothrium scoticum (Rennie & Reid, 1912) Meggitt, 1924
- Dibothriocephalus quadratus (Linstow, 1892) est synonyme de Diphyllobothrium quadratum (Linstow, 1892) Railliet & Henry, 1912
- Dibothriocephalus resimum (Railliet & Henry, 1912) est synonyme de Diphyllobothrium quadratum (Linstow, 1892) Railliet & Henry, 1912
- Dibothriocephalus roemeri Zschokke, 1903 est renommée Diphyllobothrium roemeri (Zschokke, 1903) Meggitt, 1924
- Dibothriocephalus schistochilus (Germanos, 1895) est renommée Diphyllobothrium schistochilus (Germanos, 1895) Cooper, 1921
- Dibothriocephalus scoticus Rennie & Reid, 1912 est renommée Diphyllobothrium scoticum (Rennie & Reid, 1912) Meggitt, 1924
- Dibothriocephalus scotti Shipley, 1911 est synonyme de Diphyllobothrium mobile (Rennie & Reid, 1912) Meggitt, 1924
- Dibothriocephalus variabilis (Krabbe, 1865) Lühe, 1899 est synonyme de Diphyllobothrium hians (Diesing, 1850)
- Dibothriocephalus wilsoni Shipley, 1911 est synonyme de Diphyllobothrium mobile (Rennie & Reid, 1912) Meggitt, 1924

## Publication originale
(de) Max Lühe, « Zur Anatomie und Systematik der Bothriocephalidenn », Verhandlungen der Deutschen Zoologischen Gesellschaft, vol. 9, 1899, p. 30-55 (lire en ligne)